# 百武晴吉
百武晴吉（1888年（明治21年）5月25日—1947年（昭和22年）3月10日）、日本大正～昭和时期的日本陸軍軍人。最終階級为陸軍中将。佐贺县出身。

## 經歷
佐贺藩足轻百武庭藏的第六男。兄长百武三郎（三男）和百武源吾（五男）是日本海軍大将。
百武晴吉就读于東京陸軍地方幼年学校、中央幼年学校，1909年5月陸軍士官学校（21期）毕业。同期的有石原莞尔、飯村穰、樋口季一郎、阎锡山等人。同年12月，以步兵少尉军衔出任步兵第57連隊付，后任教育总监部付。1921年11月、日本陸軍大学校（33期）毕业。
1922年12月、任参謀本部付、参謀本部員，1924年8月、晋升为步兵少佐。大正末年、任参謀本部俄国班員，前往波兰接受密码分析训练。
1927年7月、任参謀本部員（密码科科长，日语称为第3部暗号班長），1928年8月、晋升为步兵中佐。1931年8月、任关东军司令部哈尔滨特务机关长。1932年（昭和7年）8月、晋升步兵大佐及陸軍通信学校付。1933年（昭和8年）2月、就任参謀本部課長，1935年（昭和10年）3月、转任駐朝鮮的第20师团隸下的步兵第78連隊長。1936年3月、成为第5师团司令部付，翌月，任广島陆军幼年学校校長。1937年3月、晋升为陸軍少将，同年8月、成为通信学校校長。1939年3月、转任独立混成第4旅团長，参加中日战争。同年8月、晋升为陸軍中将。後任第18师团师团長（1940年2月10日～1941年4月10日）。1941年4月、任军队通信兵監，参加太平洋战争。
1942年5月18日、百武晴吉受命出任第17军司令官，指挥夺回瓜达尔卡纳尔岛的战役，百武负责所罗门群岛方面及東部新几内亚的攻略任务。在补给不足和美军的空中优势下，日军大本营参謀辻政信中佐强行要求百武对新几内亚東部的美军发起攻击作战，日军遭到惨败，部队有5000人战死，15000人饿死或病死。11月9日，日军大本营命令第18军（司令官安達二十三中将）和新設立的第8方面軍（司令官今村均大将）接手新几内亚東部的作战任务，第17军被调回负责所罗门群岛方向作战。
1944年12月百武晴吉因脑出血被解除职务，1945年4月、名义上担任第8方面軍司令部付，一直卧床不起的百武挺到了战争结束。1946年2月复员回到日本。1947年3月10日因精神错乱而死去，其回忆录《战争终结》（戦い終わる）也因病未能完成。

## 荣誉
- 1940年（昭和15年）4月29日　勋一等旭日大绶章

## 脚注
1. 1 2 3 4  Smith, Bloody Ridge, p. 25.
2. ↑  Smith, Bloody Ridge, p. 230.
3. ↑  防衛庁防衛研修所戦史室 『戦史叢書 南太平洋陸軍作戦(5)―アイタペ・プリアカ・ラバウル―』（朝雲新聞社、1975年）、241頁。